# Велики школски час
Велики школски час је традиционална антиратна манифестација посвећена је цивилним жртвама фашистичких окупатора. Одржава се сваке године 21. октобра као знак сећања на крагујевачку трагедију 1941. године (Крагујевачки октобар), испред Споменика стрељаним ђацима и професорима у Шумарицама. Манифестацију приређује спомен-парк Крагујевачки октобар

## Историја комеморација у Шумарицама
Све активности спомен-парка Крагујевачки октобар усмерене су ка трајном обележавању трагедије 21. октобра 1941. године као велике опомене, али и позива на мир и толеранцију.  Важан начин неговања живе културе сећања остварује се кроз уметничку манифестацију „Велики школски час”, једну од најстаријих те врсте у земљи.
Прва академија под именом „Велики школски час” одржана је већ 1944. године у Крагујевцу, а прва манифестација на самом месту стрељаних ђака и професора, поред хумки у Шумарицама, 1957. године. Од 1963. године организацију преузима спомен-парк Крагујевачки октобар. Од тада академија добија нову физиономију: садржи елементе одавања поште стрељанима и елементе уметничког програма. Током комеморативног дела интонирала се химна, полагани су венци, говорили су преживели стрељања и преношене кратке вести са светских ратишта. Уметнички део чинио је избор прозних и поетских текстова из постојећег родољубивог штива, у наступу драмских уметника као и учешћу познатих хорова и оркестара. Такав програм, прилагођен новим захтевима, од 1964. године са почетком у 11 сати и трајању од 45 минута, почео је стално да се одржава код Споменика стрељаним ђацима и професорима.

## Велики школски час, 1971.
Од 1971. године формира се Савет „Великог школског часа” на републичком нивоу који утврђује концепцију, садржај и програм манифестације, бира књижевника који ће посебно писати поему за извођење, редитеља и композитора, који ће стварати оригиналну музику за ту прилику, што је била новина у односу на претходни период.
Душко Радовић био је аутор поеме „Црни дан” која је изведена на Великом школском часу те 1971. године, редитељ је био Здравко Шотра, који је поставио основе његовог сценског идентитета, а композитор Константин Бабић. Интонирањем химне и полагањем венаца и даље почиње сваки Велики школски час, а од 1991. године претходи му парастос који служи епископ Шумадијске епархије са свештенством.
У програмима од 1971. до 2020. године учествовало је више од 50.000 извођача, реномираних уметника свих профила. До 2020. године написано је и изведено 38 поема и драмских дела и 35 оригиналних музичких дела што представља право уметничко богатство које даје допринос јужнословенској и српској књижевности и музици.
Програму Великог школског часа сваке године присуствује више хиљада људи, затим највиши државни функционери, председник, премијер и министри, као и амбасадори многих држава Европе и сви они полажу венце на гробницу стрељаних ђака и професора. Посредством Радио-телевизије Србије (раније Телевизије Београд), која манифестацију директно преноси, прати је преко милион гледалаца, за сваки њен програм акредитује се по 50 новинара из исто толико редакција. Ова манифестација помогла је да крагујевачка трагедија буде перципирана у земљи и у свету као симбол страдања невиних, са поруком да се не заборави и никада не понови. Својим универзалним значењем и порукама допринела је да Крагујевац 1982. године са градовима сличне судбине буде оснивач ''Светске уније градова жртава рата, градова мира''. Генерални секретар УН, Перез де Куељар доделио му је високо признање "Курир мира", 1988. године је добио „Медаљу мира” од француског града Вердена, а 7. децембра 2011. године Скупштина Републике Србије прогласила је 21. октобар државним празником, Даном српских жртава у Другом светском рату.

## Аутори и извођачи (по годинама)
1971.
Душан Радовић: Црни дан
Редитељ: Здравко Шотра
Композитор: Константин Бабић
Диригент: Франц Клинар
Извођачи: Репрезентативни оркестар Гарде и Хор АКУД Бранко Крсмановић из Београда; глумци Мира Ступица, Љиљана Крстић, Маја Димитријевић, Светлана Бојковић, Љуба Тадић, Светолик Никачевић, Гојко Шантић, Милан Гутовић, Никола Милић, Никола Јурин, Љубомир Ковачевић и Будимир Јеремић
1972.
Милован Витезовић: Ђачко доба Шумарица
Редитељ: Славољуб Стефановић Раваси
Композитор: Александар Обрадовић
Диригент: Франц Клинар
Извођачи: Репрезентативни оркестар Гарде и Хор АКУД Бранко Крсмановић из Београда; глумци Мира Ступица, Љиљана Крстић, Љуба Тадић, Михаило Јанкетић, Будимир Јеремић, Љубомир Ковачевић; Хор ученика основних и средњих школа; група рецитатора-ученици основних и средњих школа и студенти из Крагујевца
1973.
Љубивоје Ршумовић: Домовина се брани лепотом
Редитељ: Димитрије Станчуловић
Композитор: Срђан Барић
Диригент: Франц Клинар
Извођачи: Репрезентативни оркестар Гарде и Хор АКУД Бранко Крсмановић из Београда; Хор ученика основних школа и Гимназије из Крагујевца; група рецитатора-ученици основних школа из Крагујевца, глумци Мира Ступица, Љиљана Крстић, Светлана Бојковић, Љуба Тадић, Славко Симић, Светолик Никачевић, Гојко Шантић, Милан Гутовић, Никола Милић, Никола Јурин, Љубомир Ковачевић и Будимир Јеремић
1974.
Ђорђе Радишић: Цвет слободе
Редитељ: Димитрије Станчуловић
Композитор: Зоран Христић
Диригент: Франц Клинар
Извођачи: Репрезентативни оркестар Гарде и Хор АКУД Бранко Крсмановић из Београда; Хор ученика крагујевачких основних школа и крагујевачке Гимназије; глумци Љиљана Крстић, Мирјана Вукојичић, Љуба Тадић и Петар Краљ; рецитатори Зоран Маринковић, Драгица Милић, Мирко Родић и Милош Радивојевић, ученици из Крагујевца; вокални солиста Слободан Станковић
1975.
Ђоко Стојичић: Непокорени град
Редитељ: Бода Марковић
Композитор: Енрико Јосиф
Диригент: Франц Клинар
Извођачи: Репрезентативни оркестар Гарде и Хор АКУД Бранко Крсмановић из Београда; Дечји хор Радио Београда; Хор основних школа Крагујевца; Хор Прве Гимназије и Средње медицинске школе из Крагујевца; глумци Мира Ступица, Горица Поповић, Љуба Тадић, Јован Милићевић, Бранислав Јеринић и Љубомир Ковачевић; вокални солисти Мирослав Чангаловић, Александра Ивановић, Милица Барић, Ирина Арсикин-Хајдаровић; солиста Миодраг Азањац; рецитатори-ученици из Крагујевца
1976.
Јуре Каштелан: Отворена пјесма
Редитељ: Коста Спаић
Композитор: Златан Вауда
Диригент: Франц Клинар
Извођачи: Репрезентативни оркестар Гарде из Београда; Хор младих Др Војислав Вучковић из Ниша; Дечји хор РТБ и Хор ученика основних и средњих школа из Крагујевца; глумци Мира Жупан, Тонко Лонза и Изет Хајдархоџић; вокални солисти Александра Ивановић, Ружица Рајковић и Душан Поповић; рецитатори- млади из Крагујевца
1977.
Љиљана Чаловска: Повесница
Редитељ: Владимир Милчин
Композитор: Ристо Аврамовски
Диригент: Младен Јагушт
Извођачи: Симфонијски оркестар РТБ; Хор КУД Стив Наумов из Битоља; Хор младих Др Војислав Вучковић из Ниша; Дечји хор РТБ и Хор ученика основних и средњих школа из Крагујевца; глумци Снежана Конеска и Емил Рубен из Скопља, Маја Димитријевић, Светлана Бојковић, Петар Божовић, Горица Поповић, Мирко Бабић; вокални солиста Георги Божиков из Скопља; рецитатори-ученици основних и средњих школа и студенти из Крагујевца
1978.
Мира Алечковић: Место свевидо
Редитељ: Дејан Миладиновић
Композитор: Никола Херцигоња
Диригент: Владимир Мустајбашић
Извођачи: Репрезентативни оркестар Гарде; Хор Опере Народног позоришта из Београда; Дечји хор РТБ и Хор ученика основних и средњих школа из Крагујевца; глумци Вера Чукић, Милош Жутић, Милена Булатовић и Мирко Бабић; рецитатори-ученици из Крагујевца
1979.
Бранко В. Радичевић: Текла река Лепеница
Редитељ: Милан Кнежевић
Композитор: Драгољуб Јовашевић
Диригент: Михаило Петраш
Организатори: Димитрије Николајевић и Ефтим Клокановски
Извођачи: Репрезентативни оркестар Гарде; Хор уметничког ансамбла ЈНА из Београда; Хор флаута Стари Влах из Београда; Дечји хор РТБ и Хор ученика и хор рецитатора основних и средњих школа из Крагујевца; глумци Соња Јауковић, Горица Поповић, Мића Стефановић, Петар Банићевић, Миле Станковић, Дејан Чавић, Бранка Т. Јеремић и Будимир Јеремић; вокални солисти Слободан Станковић и ученице из Чачка, Љиљана и Биљана Миловановић
1980.
Перо Зубац: Сан им чува историја
Редитељ: Петар Говедаровић
Композитор: Златан Вауда
Диригент: Михаило Петраш
Организатори: Димитрије Николајевић и Ефтим Клокановски
Извођачи: Репрезентативни оркестар Гарде; Мушки хор Радио Београда; Дечји хор РТБ; Хор флаута М. Азањца и хорови (певачки и рецитаторски) ученика основних и средњих школа из Крагујевца; глумци Олга Савић, Стево Жигон и Бранислав Јеринић; вокални солиста Душан Поповић; рецитатори Зденка Стефановић, Милош Радивојевић и Горан Петковић, студенти из Крагујевца; студенти ФДУ из Београда Соња Савић, Дубравка Живковић, Жарко Лаушевић и Владимир Зилић и Ана Симић, члан Драмског студија РТБ.
1981.
Група аутора (избор Милана Ђоковића): Гласови са Шумарица
Редитељ: Петар Говедаровић
Композитор: Душан Радић
Диригент: Михаило Петраш
Организатори: Димитрије Николајевић и Ефтим Клокановски
Извођачи: Репрезентативни оркестар Гарде; Мушки хор уметничког ансамбла ЈНА из Београда; Хор флаута М. Азањца; Дечји хор РТБ и Хор ученика основних и средњих школа из Крагујевца; глумци Мира Ступица, Љиљана Драгутиновић, Раде Шербеџија, Златко Црнковић, Љуба Тадић и Мирко Бабић; вокални солисти Александра Ивановић и Никола Митић; Хор рецитатора-ученици основних и средњих школа из Крагујевца
1982.
Слободан Павићевић: 21. степен источно од Гринича
Редитељ: Славољуб Стефановић Раваси
Композитор: Вук Куленовић
Диригент: Михаило Петраш
Организатори: Димитрије Николајевић и Ефтим Клокановски
Извођачи: Репрезентативни оркестар Гарде; Хор АКУД Бранко Крсмановић из Београда; Кругови времена (звучне скулптуре Владимира Лабаза из Новог Сада); Хор рецитатора; глумци Мира Ступица, Марија Васиљевић, Љуба Тадић, Михаило Јанкетић, Гојко Шантић, Мирко Бабић; вокални солисти Александра Ивановић, Радмила Смиљанић и Дубравка Зубовић
1983.
Драгомир Брајковић: Кроз подвиге у читанке
Редитељ: Арса Јовановић
Композитор: Зоран Христић
Диригент: Михаило Петраш
Организатори: Димитрије Николајевић и Ефтим Клокановски
Извођачи: Репрезентативни оркестар Гарде; Хор АКУД Бранко Крсмановић из Београда; Дечји хор РТБ и Хор ученика основних и средњих школа из Крагујевца; глумци Стојан Дечермић, Милан Штрљић, Мирко Бабић и Бранислав Андрејевић; вокални солиста Слободан Станковић; инструментални солисти Бора Дугић (фрула) и Славко Алексић (гусле); рецитатори Јасмина Ранковић, Жељка Цвјетан, Војка Чордић, Олга Одановић, Боривоје Кандић, Владан Савић и Момир Газивода (студенти ФДУ у Београду)
1984.
Јеврем Брковић: Дани никад давни
Редитељ: Стево Жигон
Композитор: Константин Бабић
Диригент: Илија Илијевски
Организатори: Димитрије Николајевић и Ефтим Клокановски
Извођачи: Репрезентативни оркестар Гарде; Хор АКУД Бранко Крсмановић из Београда; Дечји хор РТБ и Хор ученика основних и средњих школа из Крагујевца; глумци Јелена Жигон, Гојко Шантић, Слободан Алигрудић, Драгица Томас, Љубомир Ковачевић, Милан Штрљић, Мирко Бабић и Бранислав Андрејевић; вокални солиста Александра Ивановић
1985.
Оскар Давичо: Незаборав
Редитељ: Стево Жигон
Композитор: Константин Бабић
Диригент: Илија Илијевски
Организатори: Димитрије Николајевић и Ефтим Клокановски
Извођачи: Репрезентативни оркестар Гарде; Мешовити хор Уметничког ансамбла ЈНА из Београда и хор ученика крагујевачких школа; глумци Горица Поповић, Мирјана Карановић, Светозар Цветковић и Мирко Бабић; вокални солиста Никола Митић
1986.
Велимир Милошевић: Вечно шуме Шумарице
Редитељ: Јован Кале Глигоријевић
Композитор: Ксенија Зечевић
Диригент: Илија Илијевски
Организатори: Димитрије Николајевић и Ефтим Клокановски
Извођачи: Репрезентативни оркестар Гарде; Мешовити хор Уметничког ансамбла ЈНА из Београда; Хор ученика крагујевачких школа; глумци Мима Вуковић-Курић (Ниш), Радић Грујић (Лесковац), Раде Марјановић (Београд), Радмила Убавкић, Мирко Бабић и Братислав Славковић (Крагујевац); вокални солисти Јосипа Лисац, Бисера Велетанлић, Дадо Топић и Вукашин Савић
1987.
Драган Драгојловић: Сунце изнад Шумарица
Редитељ: Јовица Павић
Композитор и диригент: Илија Илиевски
Организатори: Димитрије Николајевић и Ефтим Клокановски
Извођачи: Репрезентативни оркестар Гарде; Мешовити хор Уметничког ансабла ЈНА из Београда; Дечји хор РТБ и Хор крагујевачких школа; глумци Љубица Јовић, Горица Поповић, Петар Краљ, Едо Перочевић, Миодраг Радовановић Мргуд и Мирко Бабић; вокални солисти: Гордана Јевтовић и Вукашин Савић
1988.
Група страних аутора (избор Ђорђа Радишића): Шумарице у срцу света
Редитељ: Бранко Плеша
Композитор: Минта Алексиначки
Диригент: Илија Илијевски
Организатори: Димитрије Николајевић и Ефтим Клокановски
Извођачи: Репрезентативни оркестар Гарде; Мешовити хор Уметничког ансамбла ЈНА из Београда; Дечји хор ОШ Дринка Павловић из Београда; Хор ученика крагујевачких школа; глумци Светлана Бојковић, Милош Жутић, Гордана Ђурђевић, Томислав Јовановић из Новог Сада и Мирко Бабић; вокални солисти: Драгослав Аксентијевић, Александра Ивановић и Вукашин Савић; солисткиње нарицаљке Светлана Ђурић, Јулија Мандић-Перић; инструментални солисти Бора Дугић (фрула) и Бошко Реџеповић
1989.
Радослав Војводић: Лутају душе Крагујевца
Редитељ: Егон Савин
Композитор: Светислав Божић
Диригент: Илија Илијевски
Организатори: Димитрије Николајевић и Ефтим Клокановски
Извођачи: Репрезентативни оркестар Гарде; Мешовити хор Уметничког ансамбла ЈНА из Београда; Хор ученика основних и средњих школа Крагујевца; глумци Светлана Бојковић, Соња Јауковић, Лазар Ристовски и Радослав Миленковић; вокални солисти Александра Ивановић и Вукашин Савић
1990.
Димитрије Николајевић: Небом лете ђачке капе (Суза народа)
Редитељ: Александар Лукач
Композитор: Ингеборг Бугариновић
Извођачи: Хор флаута М. Азањца и Репрезентативни оркестар Гарде; Мешовити хор Уметничког ансамбла ЈНА из Београда; Хор девојака Себастијан из Београда и Хор ученика основних школа Крагујевца; глумци Љубивоје Тадић, Анђелка Миливојевић, Андријана Виденовић и Миријана Вуловић; вокални солисти Ирена Зарић и Миодраг Јовановић
1991.
Група аутора (избор песама из поема написаних у протеклом периоду извршио Радојица Таутовић): Ти гробови нису раке
Редитељ: Арса Милошевић
Избор из досадашњих музичких дела писаних за манифестацију извршио композитор Енрико Јосиф
Диригент: Златан Вауда
Извођачи: Камерни хор РТБ; Дечји хор РТБ; Хор свештеника Шумадијске епархије и Хор крагујевачких основних и средњих школа; глумци Горица Поповић, Љиљана Благојевић, Предраг Ејдус, Радмила Убавкић (Крагујевац), Зоран Мишковић (Крагујевац), студенти завршне године ФДУ; солиста на фрули Бора Дугић
1992.
Група аутора (коришћени су текстови из књиге проф. Светислава Максимовића ''Они су нас убијали'', као и песме Десанке Максимовић, Радоја Радовановића и Љубомира Симовића - приредио Слободан Павићевић): Они су нас убијали
Редитељ: Петар Зец
Композитор: Југослав Бошњак (коришћена је музика Стевана Христића)
Диригент: Даринка Матић-Маровић
Извођачи: Хор АКУД Обилић-Бранко Крсмановић"; Дечји хор Дринка Павловић из Београда; Здружени хор основних школа Крагујевца; глумци Ружица Сокић, Соња Јауковић, Петар Краљ, Миодраг Радовановић Мргуд, Стојан Дечермић, Мирко Бабић; вокални солиста Владо Микић из Београда
1993.
Тражим помиловање (коришћени стихови Десанке Максимовић и поруке стрељаних, избор и сценарио Слободан Павићевић)
Редитељ: Горчин Стојановић
Композитор: Енрико Јосиф
Диригент: Дејан Савић
Извођачи: Војни оркестар армије; здружени хор основних школа Крагујевца; глумци Весна Чипчић, Светлана Бојковић, Милица Михајловић, Катарина Гојковић и Мирко Бабић; солисти-инструменталисти са Факултета музичке уметности
1994.
Милена Јововић: Шумарице, велика суднице
Редитељка: Алиса Стојановић
Композитор: Драгољуб Ђуричић (коришћена је музика Стевана Христића и Стевана Мокрањца)
Диригент: Милоје Николић
Извођачи: Војни оркестар I армије; Хор Лицеум из Крагујевца; здружени хорови основних школа Крагујевца; глумци Светозар Цветковић, Стела Ћетковић, Светислав Гонцић и Мирко Бабић; вокални солисти Светлана Стевић и Ненад Ристовић; солиста на фрули Бора Дугић
1995.
Зоран Петровић: Свакодневна молитва
Редитељ: Никита Миливојевић
Композитор: Зоран Ерић
Сценограф и костимограф: Бојана Ристић-Ђуковић
Извођачи: глумци Гојко Шантић, Миодраг Радовановић Мргуд, Небојша Дугалић, Данијела Угреновић, Нела Михајловић, Наташа Нинковић и Мирко Бабић; студенти ФМУ, тимпанисти: Петар Радмиловић, Драшко Димитријевић, Миша Јовановић и Небојша Дачковић
1996.
Група аутора (коришћени стихови из поема ''Балада о 8000'' и ''Лешеви Европе'' Светислава Максимовића, као и стихови Марине Цветајеве, Ане Ахматове, Бранка Миљковића и Десанке Максимовић): Двадесети век
Редитељ: Александар Мандић
Композитор: Лазар Ристовски
Сценарио: Предраг Перишић
Кореограф: Лидија Пилипенко
Костимограф: Божана Јовановић
Извођачи: глумци Љуба Тадић, Предраг Ејдус, Катарина Гојковић, Воја Брајовић и Ана Софреновић; прваци Балета народног позоришта из Београда Ашхен Атаљанц, Милица Бјелић, Маја Ковачевић, Душка Драгићевић, Константин Костјуков, Ненад Јеремић, Коста Тешев и Денис Касатин
1997.
Група аутора (коришћени су стихови из поеме ''Црни дан'' Душка Радовића, као и стихови Драгомира Брајковића, Јеврема Брковића, Милована Витезовића, Јуре Каштелана, Бранка В. Радичевића, Љубивоја Ршумовића и Ђоке Стојичића): Похвала животу
Редитељ: Драган Јаковљевић
Избор и сценарио: Зоран Петровић
Композитор: Бора Дугић
Сценограф: Душан Соковић
ТВ редитељ: Арса Милошевић
Извођачи: глумци из Крагујевца Мирко Бабић, Нада Јуришић, Дејан Цицмиловић, Саша Пилиповић, Александар Милојевић, Даница Крљар; студенти Позоришне академије из Београда: Драган Стокић, Миодраг Пејковић, Иван Видосављевић и Милош Крстовић; рецитатори-ученици Прве крагујевачке гимназије; хор девојака КУД Абрашевић; вокални солиста Соња Перишић; солиста на фрули Бора Дугић
1998.
Јован Кале Глигоријевић: Записник бр. 211041/98 (аутор је при изради сценарија користио записнике Градског повереништва Земаљске комисије за утврђивање ратних злочина окупатора и њихових помагача, с краја 1944. и почетком 1945. године и чланак из ''Демократије'' од 1. новембра 1945, аутора У.Ш.)
Сценарио и редитељ: Јован Кале Глигоријевић
Композитор: Ксенија Зечевић
Извођачи: глумци из Крагујевца Мирко Бабић, Миодраг Пејковић, Даница Крљар, Радмила Убавкић, Нада Јуришић, Данијела Томовић; оперска певачица Тања Обреновић; рок певачи Тања Јовићевић и Ђорђе Давид Николић; снимљене музичке нумере хора Свети Сава и дечјег хора ОШ Дринка Павловић из Београда
1999.
Ванредни школски час одржан 31. марта 1999. године
Група аутора (коришћени текстови из поеме ''Црни дан'' Душка Радовића, ''Непокорени град'' Ђоке Стојичића, ''Крагујевац, 21. степен источно од Гринича'' Слободана Павићевића и поезија Добрице Ерића): Опет смо мета и само мета
Редитељ: Мирко Бабић
Композитор: Бора Дугић
Извођачи: глумци Горица Поповић, Ивана Жигон, Данијела Павловић, Добрица Ерић, Михаило Јанкетић, Петар Краљ, Мирко Бабић; оперски певачи Оливер Њего и Иван Томашев; Хор Лицеум из Крагујевца; извођачка група Смиље; КУД Абрашевић и чланови Академског позоришта СКЦ из Крагујевца
1999.
Милан Станковић: Сто за једног, документарна драма (аутор је преживео стрељање)
Редитељ: Драган Јаковљевић
Сценограф: Душан Соковић
Костимограф: Наташа Николајевић
Извођачи: глумци из Крагујевца Мирко Бабић, Љубомир Убавкић, Миодраг Марић, Бруно Раић, Јован Мишковић, Бранислав Андрејевић, Миодраг Јуришић, Милан Ђурђевић, Милош Крстовић, Братислав Славковић, Саша Пилиповић, Александар Милојевић, Дарко Милошевић, Миодраг Пејковић, Дејан Цицмиловић, Драган Стокић, Александар Милорадовић и Небојша Крстић; чланови Драмског студија Дома омладине из Крагујевца; ученици средњих школа из Крагујевца
2000.
Владимир Јагличић: Књига о злочину
Редитељ: Божидар Ђуровић
Композитор: Милош Петровић
Сценограф: Борис Максимовић
Сценски покрет: Ранко Томановић
Извођачи: глумци Петар Краљ, Милан Михаиловић, Даница Крљар, Биљана Ђуровић, Небојша Дугалић и Миодраг Пејковић; Хор Лицеум из Крагујевца
2001.
Миодраг Стоиловић: Туговање
Редитељ: Ђорђе Милосављевић
Композитор: Влатко Стефановски
Извођачи: глумци Љуба Тадић и Иван Томић из Београда, Милош Крстовић, Дејан Цицмиловић, Миодраг Пејковић и Милић Јовановић
На крају програма је прочитана Порука мира коју је генерални секретар УНЕСКО, Коичиро Мацура, упутио Крагујевчанима
2002.
Растко Тадић: Учитељица Краус
Редитељ: Љубивоје Тадић
Избор музике: Зоран Христић (изводи из ранијих Великих школских часова)
Извођачи: глумци Ружица Сокић, Гојко Балетић, Миодраг Радовановић, Ива Јанковић, Борис Комненић, Танасије Узуновић и Горјана Јањић
2003.
Даринка Јеврић, Србољуб Митић: Слобода моја далека је, ал жива јесте, али јесте
Редитељ: Предраг Бајчетић
Избор музике: Зоран Христић (изводи из ранијих Великих школских часова)
Драматизација: Љубивоје Тадић
Извођачи: глумац Љубивоје Тадић и музички уметници Жорж Грујић и Душан Ђукић
2004.
Ослобађање уметности (арије, дуети, соло песме из дела српских композитора)
Драматизација: Горјана Јањић
Извођачи: солисти Опере Народног позоришта у Београду Ана Рупчић, Јасмина Трубеташ-Петровић, Олга Савовић, Миодраг Д. Јовановић, Александар Стаматовић, Драгослав Илић и Душан Плази
2005.
Борислав Хорват: Уста светилишта
Редитељ: Драган Јаковљевић
Композитор: Радомир Михајловић-Точак
Сценограф: Миливоје Штуловић
Костимограф: Јелена Јовановић
Извођачи: глумци из Крагујевца Ненад Вулевић, Никола Милојевић, Милош Крстовић, Ана Тодоровић, Исидора Рајковић и Сања Матејић; дете-певач Даница Крстић
Саша Пилиповић, глумац Театра "Јоаким Вујић" из Крагујевца, читао је поруку мира Међународне асоцијације ''Весници мира''
2006.
Манојле Гавриловић: Молитва за Крагујевац
Редитељка: Ана Здравковић-Радивојевић
Музика: Група Освајачи
Извођачи: глумци Нада Јуришић и Милић Јовановић из Крагујевца, студенти глуме Београдске академије Марија Митровић и Марко Савић и ученици глумачке школе Славице Урошевић при Дому омладине
2007.
Ричард Бернс: Плави лептир
Редитељ: Драган Ћирјанић
Сценограф и костимограф: Миливоје Штуловић
Композитор: Вера Миланковић
Извођачи: глумци Мирко Бабић, Милић Јовановић, Саша Пилиповић, Владан Живковић, Нада Јуришић, Ненад Вулевић, Милош Крстовић, Чедомир Штајн, Иван Видосављевић, Богдан Милојевић; Хор Свети Роман Мелод из Крагујевца; Певачко друштво Станковић из Београда
2008.
Живорад Ђорђевић: Поглед из сна
Редитељ: Небојша Дугалић
Драматург: Љиљана Зрнзевић
Композитор: Војна Нешић
Извођачи: Хор музичке школе-диригент Марко Нешић; Хор Лицеум-диригент Милоје Николић; глумци Небојша Дугалић, Мирко Бабић, Саша Пилиповић, Нада Јуришић, Марина Стојановић, Сања Матејић, Милош Крстовић, Иван Видосављевић и Чедомир Штајн
2009.
Андреј Базилевски: Једном и заувек
Редитељ: Божидар Ђуровић
Композитор: Зоран Христић
Костимограф: Марина Меденица
Сценограф: Борис Максимовић
Извођачи: Ђурђија Цветић, Небојша Дугалић, Биљана Ђуровић, Игор Ђорђевић и Младен Андрејевић; солисти Весна Јевтић, Љубица Гашпаровић и Предраг Милановић; Хорови: Лицеум, Кир Стефан-Србин и Дечји хор Лицеума
Поруку мира прочитао је Петер Герлинхоф, слависта из Немачке-почасни грађанин града Крагујевца
2010.
Ана Сантоликвидо: Стрељани град
Адаптација: Милован Витезовић
Редитељ: Живојин Ајдачић
Композитор: Пјотр Комаровски (Бидгошћ, Пољска)
Извођачи: Мирко Бабић, Нада Јуришић, Милош Крстовић, Биљана Ђуровић из Београда, Владан Живковић; Градски хор Лицеум; чланови драмског студија Дома омладине; солисткиње Јадранка Јовановић, Јелена Томашевић
2011.
Драган Јовановић Данилов: Кад невине душе одлазе
Редитељка и адаптација: Андријана Виденовић
Помоћник редитеља: Милић Јовановић
Композитор: Зоран Христић
Сценограф и костимограф: Дејан Пантелић
Кореограф: Вера Обрадовић
Извођачи: Светлана Бојковић, Мирко Бабић, Сергеј Трифуновић, Дејан Цицмиловић, Исидора Рајковић, Дарија Нешић, Андријана Гавриловић, Мирјана Требињац, Марија Радојевић, Милош Цветковић, Марко Савић, Владан Милић, Милош Милановић и Ђорђе Ђоковић
2012.
Јован Зивлак: Они су ушли у дом наш
Редитељ и драматизација: Бошко Димитријевић
Композитор: Мирослав Штаткић
Сценограф и костимограф: Миливоје Штуловић
Извођачи: Горица Поповић, Марко Николић, Дејан Цицмиловић, Саша Пилиповић, Миодраг Пејковић, Ненад Вулевић, Данијел Петковски, Милош Миловановић, Нада Јуришић, Миријана Требињац, Дарија Нешић, Борјанка Љумовић и Слађана Ђукић
2013.
Човечанство нека погледа на сат (избор из поезије Слободана Павићевића)
Драматизација: Братислав Милановић
Редитељ, сценографија, избор музике и костима: Милић Јовановић
Асистент режије: Владимир Ђорђевић
Лектор: Костадин Стојадинов
Извођачи: глумица Марина Перић Стојановић; вероучитељ Предраг Обровић, Владимир Ђорђевић; гласови из off-а-глумци Књажевско-српског театра, Позориште младих центра Абрашевић из Крагујевца, Академско позориште СКЦ-а, Крагујевац, Рачанско позориште, Позоришне радионице Дома омладине Крагујевац и Прве крагујевачке гимназије и богослови богословије Свети Јован Златоусти, Крагујевац
ТВ редитељ: Ружица Лукић
2014.
Избор стихова из изведених поема: Видосав Стевановић
Редитељка: Ружица Лукић
Композитор: Зоран Христић
Извођачи: Тања Бошковић, Злата Нуманагић, Наташа Нинковић, Марија Васиљевић, Исидора Рајковић, Дарија Нешић и Саша Пилиповић
2015.
Видосав Стевановић: Између неба и земље
Редитељ: Јано Чањи
Избор костима: Драгица Илић
Извођачи: Марија Васиљевић, Ђорђе Ђоковић, Драган Стокић, Давид Пилиповић, Милош Крстовић, Никола Милојевић, Миодраг Пејковић и Никола Ракочевић
2016.
Александар Б. Лаковић: Гласови неба под земљом
Редитељ: Ђорђе Милосављевић
Композитор: Марко Матовић
Помоћник редитеља: Саша Пилиповић
Костим: Драгица Илић
Извођачи: Исидора Рајковић, Дарија Нешић, Невена Ристић, Милош Ђорђевић, Иван Томић и Филип Ђурић
        
2017.
Мирко Демић: Игре бројева
Адаптација: Марко Мисирача, Бранислав Пиповић
Редитељ: Марко Мисирача
Сценограф: Борис Максимовић
Композитор: Бранислав Пиповић
Костими: Драгица Илић
Техничка подршка: Саша Ђорђевић
Озвучење: Мегатон
Услуге снимања и фотографије: Студио Вучко
Извођачи: Миодраг Крстовић (Advocatus Diaboli), Бојан Жировић (Новинар Ганди), Иван Видосављевић (Шеф оркестра Калањош), Миодраг Пејковић (Архисведок), Никола Пејковић (Ђак), Никола Милојевић (Песник Света), Саша Пилиповић (Професор математике), Јасмина Димитријевић (Цвета), Милош Крстовић (Лекар Моша), Сања Матејић (Милица), Чедомир Штајн (Гробар) и Реља Марковић (Лазар)
2018.
Ђорђе Милосављевић: Нисам крив што сам жив
Редитељка: Слађана Килибарда
Костимограф: Јелена Јањатовић
Извођачи: Марко Баћовић (Мија Алексић), Миодраг Пејковић (Ненад Станић 'Брашњави'), Милош Крстовић (Јован Вељковић), Матија Ристић (Глумац), Марија Ракочевић(Девојка), Богдан Милојевић (Младић), Чедомир Штајн (Немац) и Младен Кнежевић (Љотићевац)
2019.
Александар Шурбатовић: Поуке из шуме
Редитељ: Александар Шурбатовић
Композитор: Матија Анђелковић
Костимограф: Јелена Јањатовић
Извођачи: глумци Драган Стокић и Иван Томић; Оркестар "Небоград"
2020.
Венко Андоновски: Изрешетане душе
Редитељка: Јана Маричић
Адаптација: Никола Милојевић
Сценографи: Ана Колбјанова, Саша Ђорђевић
Костимограф: Вељко Стојановић
Извођачи: Катарина Митровић, Петар Лукић, Аврам Цветковић, Никола Милојевић, Мина Стојковић, Ненад Вулевић, Чедомир Штајн; чланови дечјег драмског студија "Петар Пан" из Крагујевца Милан Томић и Немања Делић  Архивирано на веб-сајту  (12. септембар 2018)</ref>